# 翼 (BIIRの曲)
「翼」（つばさ）は1999年7月28日にリリースされたBIIR（東芝EMI所属時）の4枚目のシングルである。

## 解説
- TBS系東芝日曜劇場「ザ・ドクター」主題歌および東芝携帯電話の1999イメージソングの2つのタイアップがついた。
- 同曲がフルアルバム『Round II Birth』（1999年9月29日/東芝EMI）にも収録されている。

## 収録曲
1. 翼（3:22）
  - 作詞：大橋光／作曲：大橋光・河合英嗣／編曲：河合英嗣・西平彰
2. FUTTARI（3:48）
  - 作詞：大橋光／作曲：河合英嗣／編曲：河合英嗣
3. 翼（instrumental）
4. FUTTARI（TV MIX）